# Hôtel de Gauzy
L'hôtel de Gauzy est un hôtel situé à Castelnaudary, en France.

## Localisation
L'hôtel est situé sur la commune de Castelnaudary, dans le département français de l'Aude.

## Historique
L'édifice est inscrit au titre des monuments historiques en 1948.